# Иван Мекиков
Иван Тонов Мекиков е български футболист.
Роден е на 29 май 1982 г. в Пловдив. Висок е 180 см и тежи 76 кг. Играл е като защитник и полузащитник за Марица, ЦСКА, Черно море и Конелиано. В А група има 5 мача. От есента на 2006 г. играе за Видима-Раковски. Вицешампион през 2001 и бронзов медалист през 2002 г. с ЦСКА. Има 5 мача за младежкия национален отбор.

## Статистика по сезони
- Марица – 1999/пр. - Б група, 4 мача/0 гола
- Марица – 1999/00 – Б група, 11/3
- ЦСКА – 2001/пр. - А група, 1/0
- Черно море – 2001/ес. - А група, 2/0
- ЦСКА – 2002/пр. - А група, 1/0
- ЦСКА – 2002/ес. - А група, 1/0
- Конелиано – 2003/пр. - Б група, 12/1
- Марица – 2003/04 – В група, 27/6
- Марица – 2004/05 – В група, 31/9
- Марица – 2005/06 – Източна Б група, 23/3
- Видима-Раковски – 2006/07 – Западна Б група, 23/4
- Видима-Раковски – 2007/08 – А група, 28/0
- ПФК Спартак (Пловдив) – 2008/09 – Източна Б група, 18/1
- ПФК Спартак (Пловдив) – 2009/10 – Източна Б група, 21/0